# Owczarek południoworosyjski Jużak
Owczarek południoworosyjski Jużak – rasa psów, należąca do grupy psów pasterskich i zaganiających, znajdująca się w sekcji psów owczarskich. Nie podlega próbom pracy.

## Użytkowość
Rasa psów wykorzystywana do stróżowania stad zwierząt hodowlanych. 

## Charakter i temperament
Inteligentny, szybko i chętnie uczący się. 
Niektóre osobniki mogą być agresywne. Rasa ta jest przeznaczona dla doświadczonych właścicieli.

## Budowa
Głowa u tej rasy psów jest wydłużona, średniej szerokości, o stopie łagodnym. Nos, obramowanie oczu i wargi są czarne. Oczy ciemne, owalne z powiekami dobrze przylegającymi. Uszy są trójkątne i opadające.

## Szata i umaszczenie
Umaszczenie przeważnie białe, ale również popielate, szare, łaciate.

## Utrzymanie, pielęgnacja i wymagania
Długi włos wymaga pracochłonnej pielęgnacji.